# Roger Paraboschi
Roger Paraboschi (Parijs, 31 mei 1926) is een Franse jazz-drummer en -accordeonist.
Paraboschi begon op de accordeon, een instrument dat ook zijn Italiaanse vader bespeelde. Later raakte hij geïnteresseerd in jazz en ging hij drummen. Zijn loopbaan begon na de Tweede Wereldoorlog. Hij werkte in Parijs balle musette-gelegenheden en speelde en/of nam op met jazzmusici als Sidney Bechet, Django Reinhardt, Gus Viseur, Stéphane Grappelli, Milt Buckner, Bill Coleman, Don Byas, Hot Lips Page, Lucky Thompson, Aimé Barelli, Bernard Peiffer, Gérard Badini en Boulou Ferré. Rond 1948 begeleidde hij met een kwintet met o.a. Bob Castella en Henri Crolla de zanger Yves Montand. In 1949 speelde hij drums in het kwartet van Geo Daly, waarmee hij ook opnames maakte. Paraboschi heeft nadien veel gespeeld in jazzclubs in Saint-Germain-des-Prés.    